# Hygromètre
Ne doit pas être confondu avec Hydromètre ou Humidimètre.
Un hygromètre est un appareil qui sert à mesurer l'humidité de l'air. Suivant le type, il mesure soit l'humidité relative de l'air, ou degré hygrométrique, soit son humidité absolue, soit d'autres valeurs (par exemple, le point de rosée) qui permettent de calculer les deux précédentes.
La mesure de l'humidité relative est exprimée en %, avec une plage de mesure de 0 à 100 %.
La mesure de l'humidité absolue s’exprime en geau/m³air humide ; on la trouve parfois aussi exprimée en geau/kgair sec, unités qui, au sens strict, s’appliquent au rapport de mélange.

## Historique
Dans sa quête de la compréhension du monde qui l'entoure, l'homme s'est assez tôt intéressé au temps qu'il fait, et à l'humidité.
Au milieu du XVe siècle, le théologien et philosophe Nicolas de Cues décrit le principe d'un appareil permettant de prouver, grâce à la mesure de la variation du poids d'une grosse boule de laine, que l'air contient de la vapeur d'eau en quantité variable,. Le polymathe Leon Battista Alberti suggère, un peu plus tard, de remplacer la laine par une éponge.
En 1478, Leonard de Vinci représente un hygromètre dans le coin d'une page de ses carnets, concrétisant ainsi l'idée, suggérée par ses prédécesseurs, d'évaluer l'humidité de l'air en mesurant la variation de poids d'une substance hygroscopique.
Il faut attendre le début du XVIIe siècle pour qu'une autre grandeur physique, à savoir la longueur, soit utilisée pour mesurer l'humidité. Le médecin et inventeur Santorio conçoit en effet un hygromètre basé sur la mesure de l'allongement d'une corde tendue, portant un poids en son centre. Dans la seconde moitié du même siècle, le scientifique anglais Robert Hooke met au point un hygromètre à cadran gradué, en utilisant, comme axe, une barbe de folle avoine dont l’extrémité libre dépasse au centre du cadran et est attachée à une aiguille en paille ; la barbe de folle avoine est naturellement torsadée, et réagit à l’augmentation ou à la diminution d’humidité, respectivement en se déroulant ou en s’enroulant ; l’aiguille en paille suit ses mouvements de torsion, et reflète ainsi le degré d’humidité. Son appareil est décrit dans son ouvrage Micrographia, paru en 1665.
C’est au mathématicien et philosophe Jean-Henri Lambert qu’on doit les termes « hygrométrie » et « hygromètre ». Il publie, en 1769 (2e édition en 1771), un traité intitulé Essai d'hygrométrie, ou Sur la mesure de l'humidité (réédité en 2014 à l’initiative de la BNF), et met au point, avec le fabricant d’instruments scientifiques Georg Friedrich Brander (en), un hygromètre employant une corde en boyau torsadé, qui constitue une nette amélioration du modèle de Hooke.
En 1783, Horace Bénédict de Saussure, physicien et géologue suisse, décrit, dans ses Essais sur l’hygrométrie le premier hygromètre utilisant le cheveu humain pour mesurer l'humidité, qu’il a mis au point avec l’aide du fabricant d’instruments scientifiques Jaques Paul, à Genève ; celui-ci en produira plus de 150 exemplaires.
Au milieu du XVIIIe siècle, le scientifique Georg Wilhelm Richmann remarque que la température mesurée diminue lorsqu’on mouille le bulbe d’un thermomètre ; le médecin et chimiste William Cullen met ensuite en évidence que cette diminution de température est due à l’évaporation ; ces découvertes sont à la base de la mise au point, au début du XIXe siècle, du psychromètre, et de son utilisation pour déterminer l’humidité de l’air, à partir de la mesure de ses températures sèche et humide,.
En 1819, John Frederic Daniell met au point, avec l’aide du fabricant d’instruments scientifiques John Frederick Newman, un appareil permettant de mesurer le point de rosée, ainsi que la température ambiante, et donc d’obtenir, par calcul, la valeur de l’humidité relative ; cet appareil est l’ancêtre de notre hygromètre à condensation moderne. Complexe à construire (il ne contient pas d'air, mais seulement de l'éther, sous forme liquide et de vapeur) et à utiliser (il faut, pour le faire fonctionner, verser de l'éther sur le ballon supérieur), il était réservé à un usage scientifique.

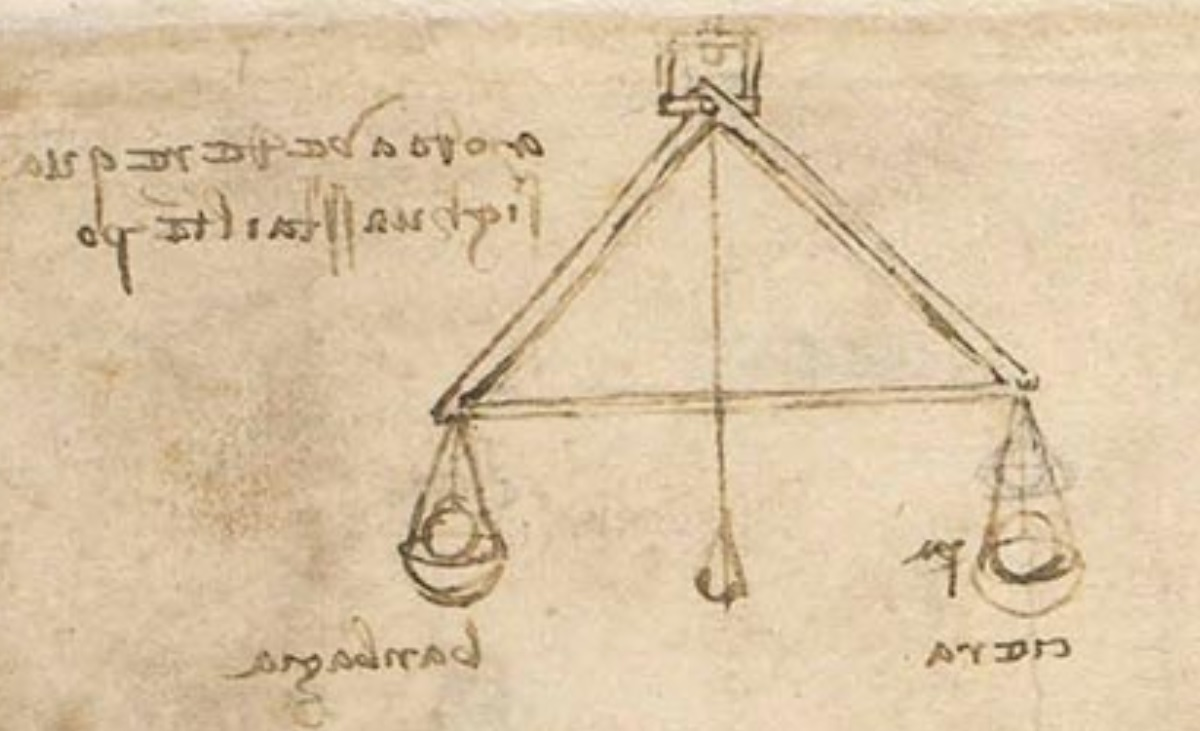
Dessin d'un hygromètre, Léonard de Vinci, XVe siècle.
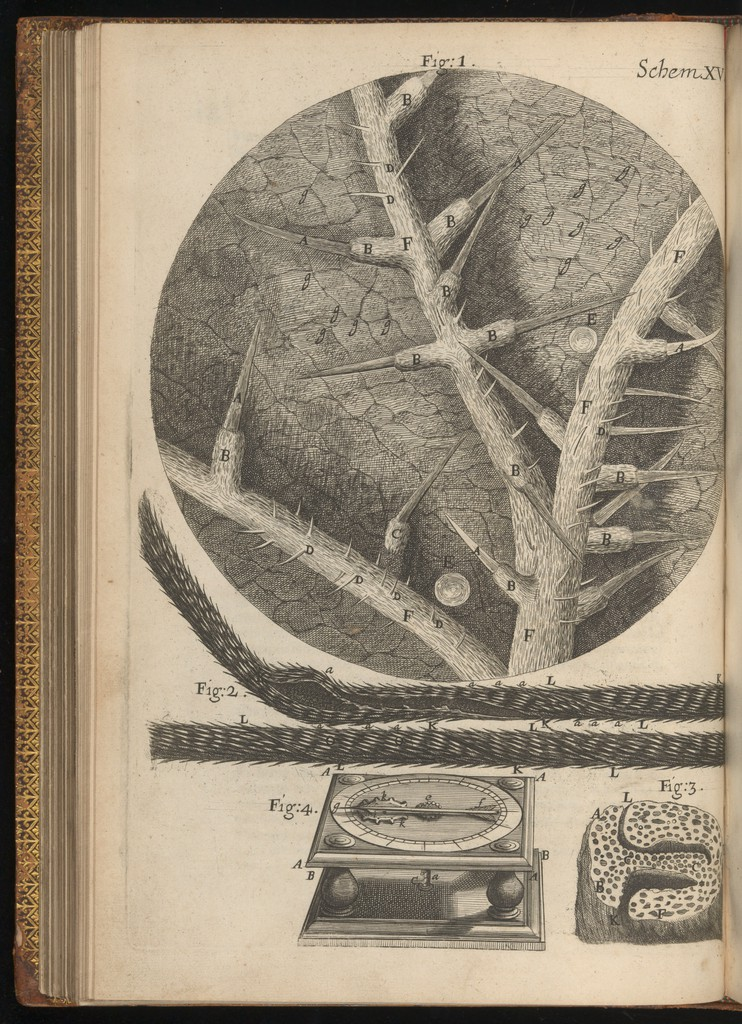
Hygromètre, Hooke, 1665.
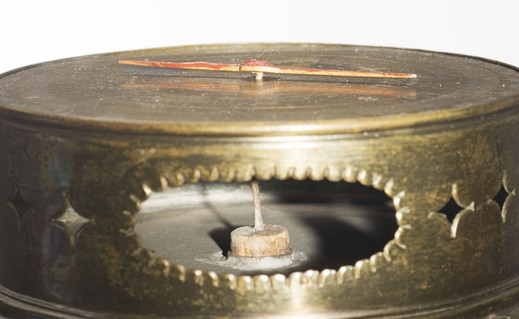
Hygromètre, Lambert, XVIIIe siècle.
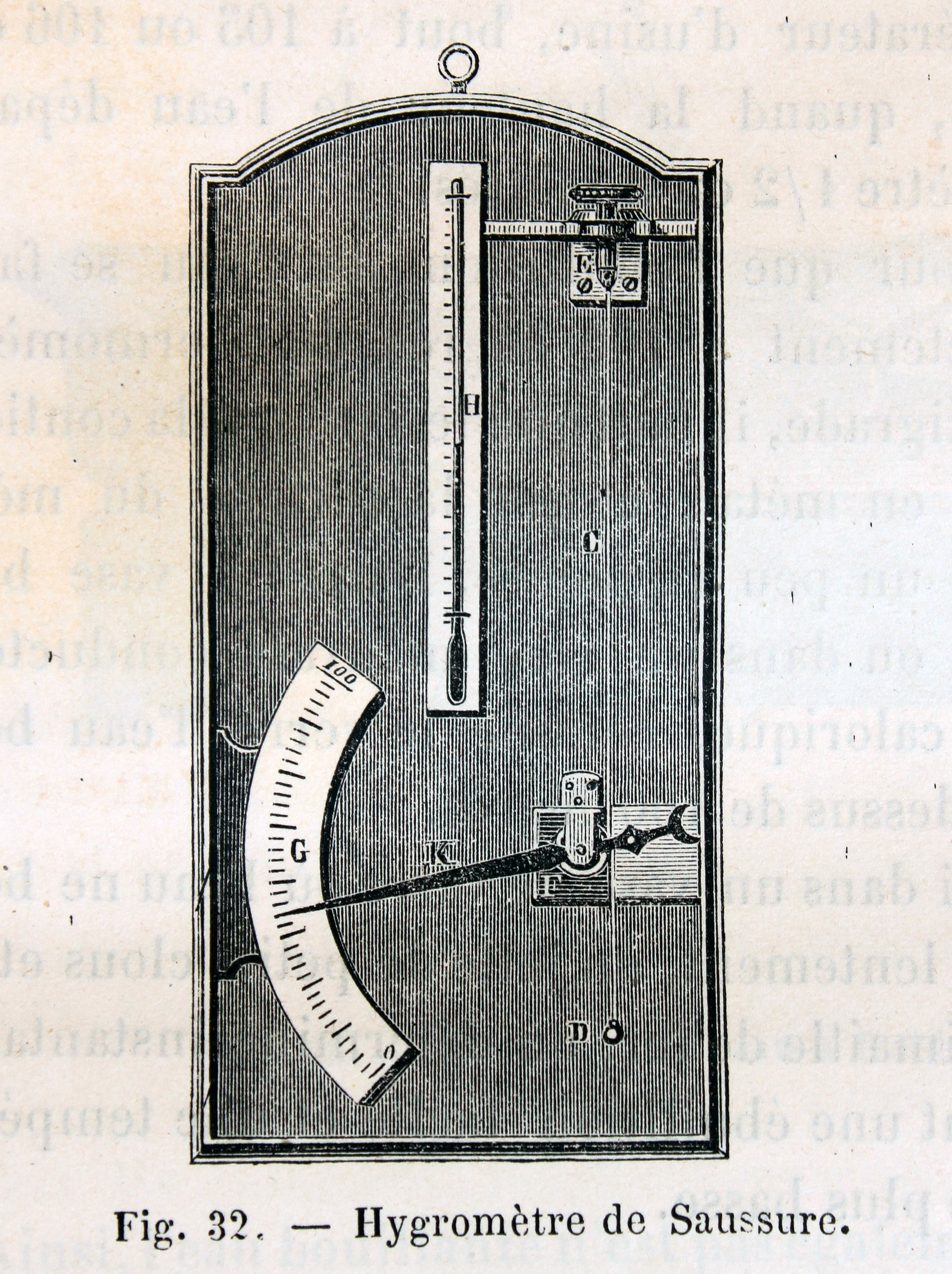
Hygromètre, de Saussure, XVIIIe siècle.
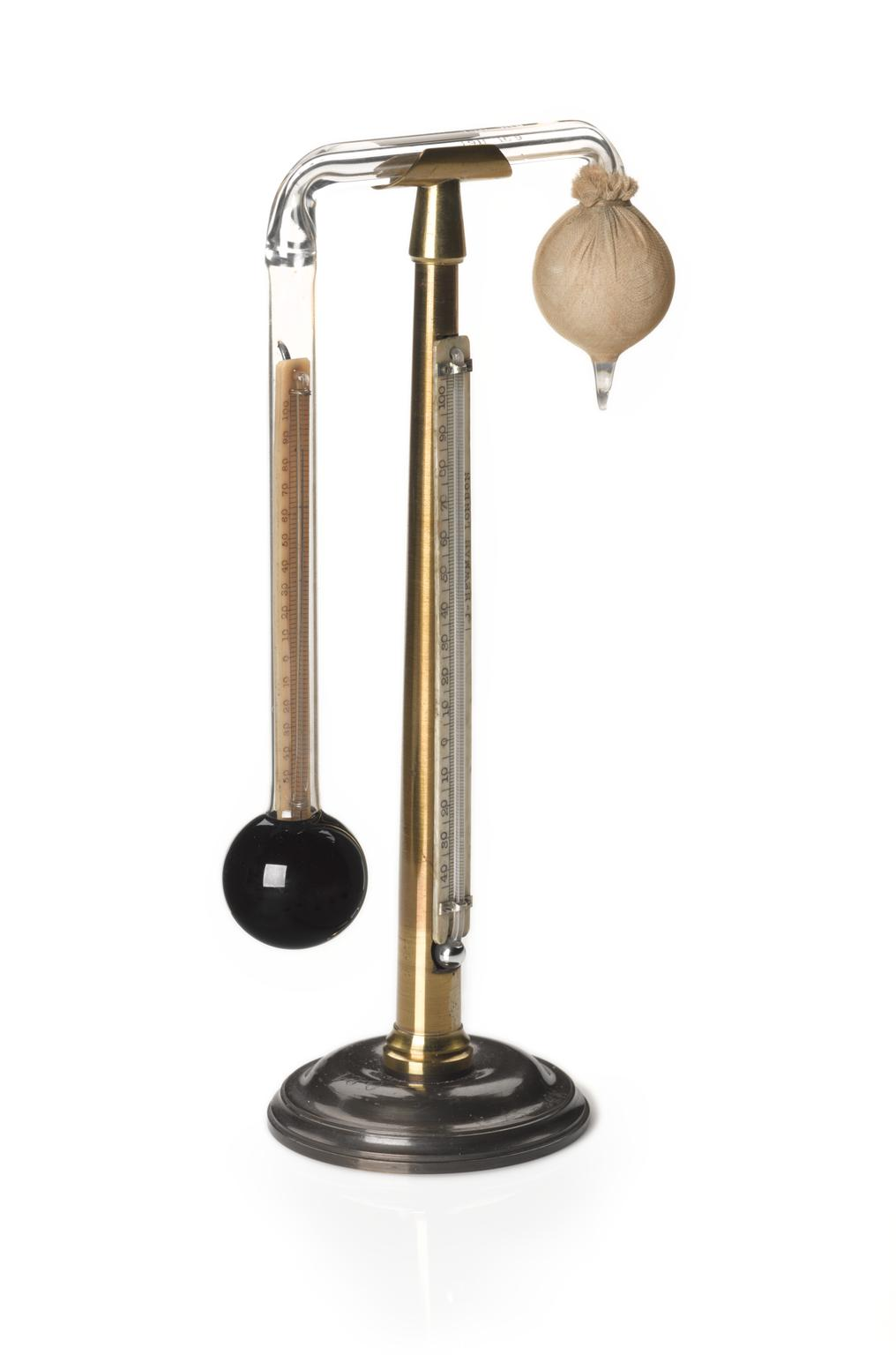
Hygromètre, Daniell, XIXe siècle.

## Domaines d'application
L' hygrométrie de l'air est un paramètre important dans les domaines de la météorologie, de la climatisation, de certaines industries et loisirs. Ainsi le séchage de la peinture et diverses réactions chimiques peuvent différer selon l'humidité de l'air.     
Dans ses applications professionnelles, l’hygromètre se retrouve rarement seul : tantôt on le couple à un enregistreur graphique (cf. thermo-hygrographe), ou — pour autant qu'il dispose d'une interface numérique — à un enregistreur électronique de données, tantôt on le connecte à une application informatique, ou on l’intègre à un équipement de régulation (cf. hygrostat).

## Principaux modèles

### Hygromètre à bobine métal-papier

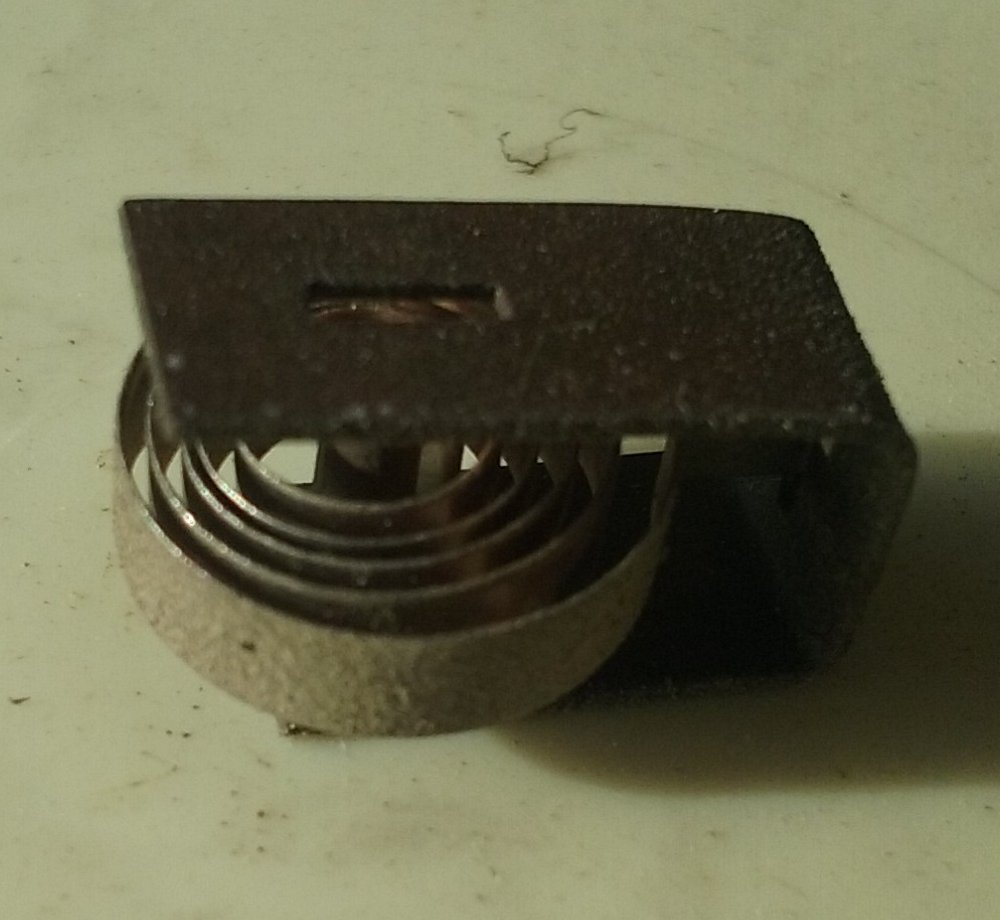
Détail d'un hygromètre à bobine métal-papier.

Cet appareil est constitué d'une fine bande métallique enroulée en spirale, dont une extrémité est fixe et l'autre libre, doublée d'une bande de papier imprégnée de sel, et d'une aiguille dont la position angulaire sur un cadran varie en fonction de la position de l'extrémité libre de la spirale. Comme la bande de papier absorbe l'humidité, l'ensemble métal-papier réagit au changement d’humidité par un changement de forme de la spirale, ce qui permet de déplacer l’indicateur. Le principe de fonctionnement est donc assez similaire à celui d'un thermomètre à bilame, sauf que c'est, ici, essentiellement l'humidité qui contribue à la déformation, et non pas la température. L'imprécision est importante, supérieure à 10 %.
Cet hygromètre, extrêmement basique et peu précis, est très simple à fabriquer, et donc aussi très bon marché, ce qui explique qu'il équipe la majorité des caves à cigares.

### Hygromètre à cheveux

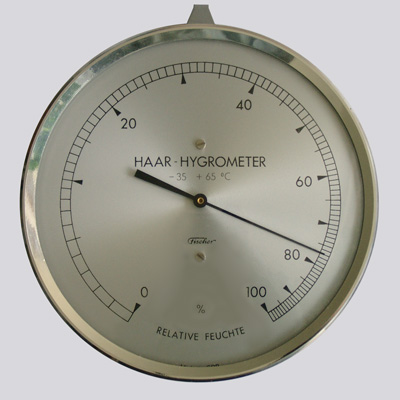
Un hygromètre à cheveux.

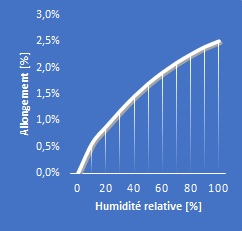
Variation de longueur d'un cheveu en fonction de l'humidité relative.

L'hygromètre à cheveux naturels utilise la propriété que possède le cheveu, préalablement dégraissé, de voir sa longueur varier en fonction du degré hygrométrique de l’air. Cet allongement est de l'ordre de 2,5 % lorsque l'humidité relative varie de 0 à 100 %, ; il n’est, toutefois, pas proportionnel à celle-ci et est nettement plus faible lorsqu’on approche de 100 % ; ceci explique que la graduation du cadran d’un tel hygromètre n’est pas linéaire.
Pour des raisons de stabilité mécanique, on utilise un faisceau de plusieurs cheveux.
La déformation d’un cheveu sous l’effet de l’humidité est élastique, mais s’effectue avec un certain retard, qui dépend de la température, de la tension à laquelle est soumis le cheveu et de l’humidité relative elle-même. L'inertie d'un hygromètre à cheveux est donc assez grande ; il faut typiquement de dix à vingt minutes pour stabiliser la mesure lorsqu'on le déplace vers une atmosphère dont l'humidité relative est assez différente de celle de l'atmosphère d'origine.
Certains fabricants proposent des hygromètres à cheveux naturels dits « de précision », pour lesquels l’influence de la température est neutralisée. Ils atteignent une précision de ±3 % dans la gamme de 20 à 100 % d’humidité relative, à une température comprise entre -30 et 65°C. Pour conserver cette précision, ces hygromètres doivent être régulièrement (au moins une fois toutes les 3 semaines) « régénérés », c’est-à-dire placé dans une atmosphère très humide pendant au moins ½ heure. Si l’hygromètre est utilisé à l’extérieur, cette régénération s’effectue automatiquement, et souvent quotidiennement, grâce aux conditions hygrométriques nocturnes.
De manière anecdotique, il semblerait que les cheveux blonds sont plus sensibles aux variations d'humidité que les cheveux bruns,.
Les fabricants proposent également des hygromètres dits « à cheveux synthétiques », utilisant des fibres synthétiques, traitées afin de les pourvoir de propriétés hygroscopiques. Ces fibres ont l’avantage de ne pas devoir être « régénérées », de présenter un allongement proportionnel à l’humidité relative (graduation linéaire), et de pouvoir, dans la gamme des faibles taux d’humidité, être utilisées à plus haute température que le cheveu naturel. Ces hygromètres sont plutôt réservés à un usage à l’intérieur, car ils ne fonctionnent pas en dessous de 0 °C.
Les hygromètres à cheveux possèdent généralement une vis permettant leur ajustage.

### Hygromètre à condensation

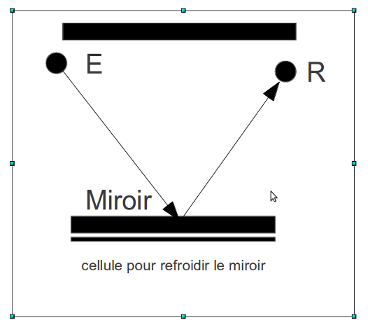
Schéma d'un hygromètre à condensation.

Cet appareil est basé sur la mesure de la température du point de rosée, et sert à mesurer l'humidité dans l'air, ou un autre mélange gazeux. On injecte le gaz sous un débit contrôlé. Ce fluide entre ensuite en contact avec un miroir placé dans l'appareil. Un faisceau lumineux est réfléchi sur le miroir, et envoyé à un récepteur optique.
Par la suite, on refroidit progressivement le miroir jusqu'à ce que de la condensation se forme sur ce dernier, ce qui a pour effet d'atténuer la puissance du faisceau lumineux. Un microcontrôleur enregistre alors la température ambiante (température sèche) et la température du miroir (température humide). À partir de ces deux mesures, le microcontrôleur peut déterminer, et afficher, l'humidité relative, en utilisant le diagramme psychrométrique stocké dans sa mémoire morte. Une boucle d'asservissement permet de contrôler la température du miroir et de maintenir une buée d'épaisseur constante. L'erreur est de ±0,3 % pour des humidités comprises entre 0 et 100 %.
Il existe encore des modèles manuels, pour lesquels l'opérateur doit vérifier de manière visuelle l'apparition de buée sur le miroir, et noter les températures.
L'Organisation météorologique mondiale range également, dans la catégorie des hygromètres à condensation, la cellule à point de rosée, qui utilise une solution saline de chlorure de lithium chauffée.   

### Hygromètre à capteur électronique
L’hygromètre à capteur électronique exploite la possibilité de fabriquer, en utilisant un matériau hygroscopique, des composants électroniques (typiquement, condensateur ou résistance) dont l’impédance varie en fonction de l’absorption ou la résorption de molécules d’eau.
Les capteurs électroniques d’humidité sont disponibles non seulement sous la forme de composants de base, mais aussi sous la forme de petits modules à sortie digitale, qui incluent, outre le composant de base, une électronique se chargeant de la mesure, de sa conversion  analogique-numérique, et de la gestion d’une interface digitale. Ces modules comprennent souvent aussi un capteur de température. Ils sont ajustés individuellement.
Il existe une offre large d'hygromètres électroniques bon marché, équipés de capteurs produits en masse, et dont la précision est souvent aussi relative que l’humidité qu’ils sont censés mesurer ; la plupart du temps, ces produits « grand public » mesurent également la température. Les thermo-hygromètres professionnels sont, quant à eux, équipés de capteurs de bien meilleure qualité.
On peut aussi trouver aujourd’hui de petits boîtiers comportant un capteur électronique d’humidité et de température, une alimentation par pile ou par batterie, un processeur, et un émetteur/récepteur Bluetooth ou WiFi, et permettant d’envoyer les mesures à une application s’exécutant sur un téléphone portable.

#### Hygromètre à capteur capacitif

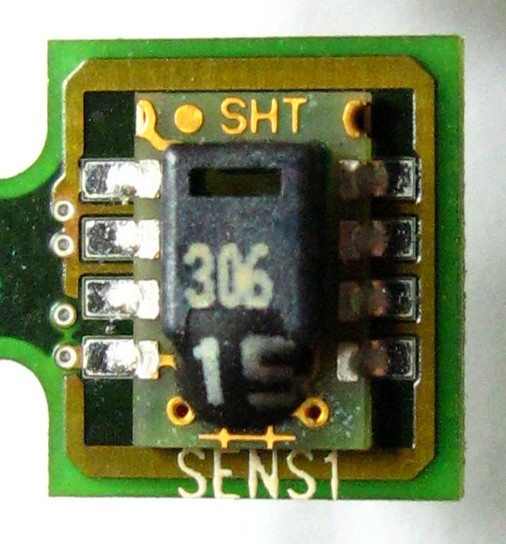
Capteur d'humidité capacitif à sortie digitale.

Les capteurs capacitifs d'humidité sont constitués d'un substrat, généralement en verre, en silicium ou en céramique, sur lequel un film mince de polymère hygroscopique, ou d'oxyde métallique (p. ex. oxyde d'aluminium), est déposé entre deux électrodes conductrices. L’électrode opposée au substrat est rendue poreuse — on parle parfois d’électrode « craquelée » — de manière à permettre le passage de l’humidité ambiante vers le diélectrique, et vice versa.
À température ambiante normale, la permittivité relative de la vapeur d'eau a une valeur voisine de 80, nettement plus grande que celle du matériau diélectrique du capteur ; par conséquent, l'absorption d'humidité entraîne une augmentation de la permittivité relative du diélectrique, et donc une augmentation de la capacité. Cette variation est quasi proportionnelle à l'humidité relative de l'environnement. Le phénomène est réversible et l'hystérèse est très faible. La capacité « à sec » d’un tel capteur est de l’ordre de quelques centaines de pF, et sa variation de capacité de l’ordre de quelques dixièmes de pF par incrément d’un pour cent d’humidité relative.
Les capteurs capacitifs offrent typiquement une précision de ±2 % sur l’entièreté de la plage d’humidité relative.
Pour ses mesures d'humidité, Météo-France utilise des sondes électroniques à capteur capacitif.

#### Hygromètre à capteur résistif
C’est en 1938 qu’apparut le premier capteur résistif, utilisant les propriétés d’un sel hygroscopique, le chlorure de lithium.  Mis au point par l’américain Francis W. Dunmore,,, ce type de capteur est capable de détecter des variations de 0,1% d’humidité relative.  Toutefois sa plage de mesure dépend de la concentration en sel, et est limitée à quelques dizaines de % ; pour couvrir la plage de 0 à 100%, il faut donc utiliser plusieurs capteurs dont les plages de mesure se complètent. Étant donné sa grande sensibilité et sa précision élevée, on continue encore parfois à utiliser ce type de capteur aujourd’hui, pour des besoins pointus.
Les capteurs résistifs modernes utilisent les propriétés résistives d’un polymère hygroscopique.  La variation de résistance se présente généralement comme une fonction exponentielle inverse de l'humidité, sensible à la température.  Ces capteurs nécessitent donc une linéarisation, ainsi qu’une compensation en température, qui sont, la plupart du temps, intégrées.  Moins chers que les capteurs capacitifs, mais moins précis, ils sont beaucoup utilisés dans les produits « grand public ».

### Psychromètre
Pour un article plus général, voir Psychrométrie.

Principe de fonctionnement d'un psychromètre.

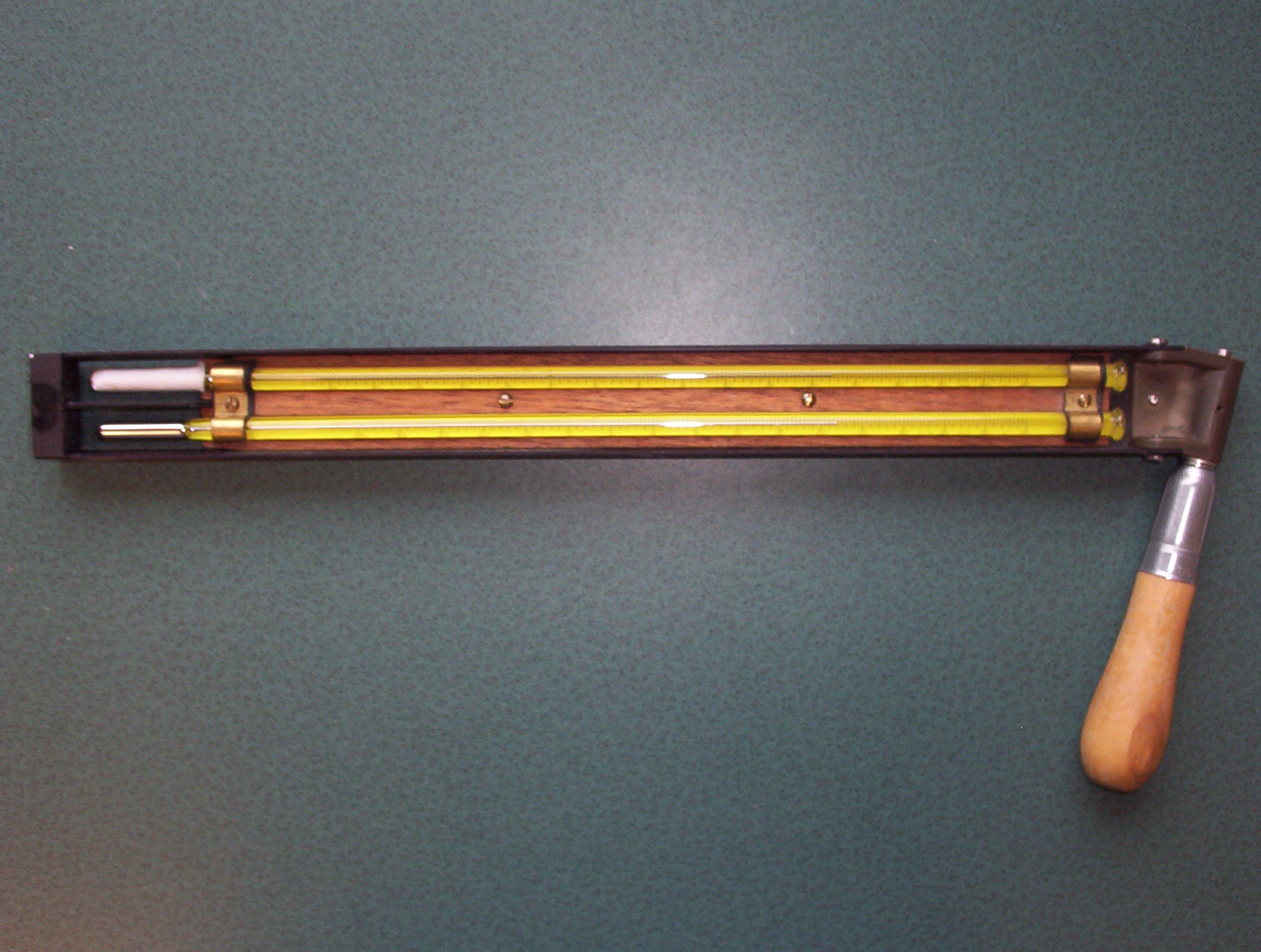
Un psychromètre à fronde.

Un psychromètre est un instrument de mesure destiné à connaître les caractéristiques énergétiques de l'air humide.
Il est constitué de deux thermomètres mesurant au même moment et au même endroit la température de l'air (dite température du thermomètre sec) et sa « température humide ». Pour mesurer la « température humide » (ou température du thermomètre mouillé), il faut techniquement que le deuxième thermomètre soit entouré d'une mèche imbibée d'eau liquide et que l'air humide en contact avec ce thermomètre s'écoule autour de celui-ci avec une vitesse suffisante. Ainsi, en régime permanent, le séchage de la mèche humide provoque une baisse de température isenthalpique jusqu'à saturation de l'air en contact immédiat avec le thermomètre.
Les deux thermomètres doivent être bien ventilés pour prendre les caractéristiques de la masse d'air et non celle de l'environnement immédiat qui peut  subir un effet de serre. Le psychromètre peut donc être placé dans un abri météorologique ventilé ou être monté sur une fronde mise en rotation au bout d'une ficelle, d'une chainette ou à l'aide d'un léger châssis que l'observateur fait tourner.
La différence entre ces deux températures données par le psychromètre permet d'accéder à l'ensemble des données énergétiques de l'air humide et en particulier son humidité relative. L'utilisation d'un abaque permet de connaitre l'humidité relative. La différence de température peut atteindre plusieurs degrés Celsius.

### Méthode gravimétrique
Cette méthode n'est utilisée que comme étalon, et réservée à l'étalonnage des appareils de grande précision.  Elle repose sur l’absorption par un agent déshydratant de la vapeur d’eau contenue dans un volume d’air connu.  Le déshydratant est pesé avant, puis après l’opération, et la différence permet d’établir la masse de la vapeur d’eau, et donc l'humidité absolue. 

## Étalonnage et ajustage
Pour étalonner un hygromètre, on utilise couramment la caractéristique physico-chimique suivante : si, dans un volume d'air clos, on place une solution aqueuse saturée d’un sel peu volatil, l’humidité relative tend, après un certain temps, vers une valeur fixe, qui est fonction de la température et du type de sel utilisé. Il existe des tables donnant, pour différents sels, l’humidité relative en fonction de la température. Les principaux sels utilisés pour les étalonnages basés sur ce principe sont : le chlorure de sodium (φ - humidité relative = ±75 %), le chlorure de lithium (φ = ±11 %), le chlorure de magnésium (φ = ±33 %) et le sulfate de potassium (φ = ±97 %).
La procédure a le mérite de la simplicité. Il suffit de placer, dans un récipient étanche, l’hygromètre à étalonner, ainsi qu’une petite coupelle contenant une telle solution, et d’attendre la stabilisation de la mesure, ce qui peut prendre quelques heures. En comparant cette mesure à la valeur d’humidité relative correspondant à la solution saline employée, on peut déterminer l’erreur de mesure de l’hygromètre, et donc effectuer ensuite son ajustage, typiquement en tournant une vis, s’il s’agit d’un hygromètre à cheveux, ou par menu de configuration, s’il s’agit d’un hygromètre digital.
À noter que la plupart des hygromètres, quand ils offrent la possibilité d’être ajustés, ne permettent qu’un ajustage limité : on décale l’entièreté de la courbe de réponse de l’hygromètre en se basant sur la mesure d'étalonnage en un seul point, par exemple à 75 % d’humidité relative ; il est donc tout à fait possible qu’une erreur de mesure persiste, voire apparaisse, pour d’autres points plus ou moins éloignés du point corrigé. Certains hygromètres de précision permettent toutefois un ajustage en plusieurs points.
La quantité d’eau utilisée pour réaliser la solution doit être suffisante pour permettre d’atteindre l’humidité relative d’étalonnage dans le volume concerné, et la quantité de sel doit être suffisante pour saturer complètement la solution, tout en n’étant pas totalement dissoute. Il faut utiliser de l’eau distillée de manière à éviter la présence de sels autres que celui désiré. Si au moment de la fermeture du récipient, l’air emprisonné a une humidité relative plus élevée que l’humidité relative de référence de la solution saline, une partie de cette humidité sera captée par le sel en excès jusqu’à obtention du point d’équilibre. Si c’est l’inverse, une petite partie de la solution s’évaporera jusqu’à obtention de ce point d’équilibre, provoquant la cristallisation du sel qui était dissous dans cette partie.
Ces étalonnages par les sels ont une précision de ±1 %.
Pour l’anecdote, il existe des kits, destinés aux amateurs de cigares, permettant l’étalonnage des hygromètres qu’ils utilisent pour contrôler les conditions de stockage de leur précieuse marchandise. Plus sérieusement, les fabricants d’hygromètres professionnels proposent, quant à eux, des blocs d’étalonnage, associés à des ampoules de différentes solutions salines.

## Difficultés de mesure
La pollution, la condensation et le vieillissement sont autant de facteurs qui nuisent à l'exactitude des résultats. Les appareils mentionnés plus haut ont un temps de réponse très lent lorsqu'ils passent d'un environnement saturé (100 %) en eau à un environnement d'humidité plus faible.